# Vacas Galindo (Cotacachi)
Vacas Galindo es una parroquia perteneciente al cantón de Cotacachi ubicada en la zona de Intag, en la provincia de Imbabura, Ecuador.

## Historia
Enclavada en las montañas, en pleno subtrópico. Antes de ser parroquia 
se le conocía como “El Churo”.	 		 
Esta floreciente población es productora de caña de azúcar, 
cabuya, maíz, yuca, fréjol, arveja, plátano,	 
naranjilla, café y otros tantos productos de este clima. Tiene 
mucha madera sin explotar.

## Ubicación
Al  occidente de provincia de Imbabura,  

## Límites
al norte con las Parroquias Apuela y Plaza Gutiérrez, al Sur y Este con la Parroquia Selva Alegre y al oeste con las Parroquias García Moreno y Peñaherrera.

## Geografía
Geográficamente se encuentra dentro de un cuadrante entre las siguientes coordenadas: 0º22´N, 0°16′N, 78°28′O, 78º36´O.
La Extensión de la Parroquia es de 79 km². (INEC, 2000)

## Altitud y clima
Su rango altitudinal va desde los 1200 m s.n.m. en el sector de Tollointag hasta los 2.100 m s. n. m. en el sector denominado El Churo.  Su clima en general es templado seco.
La temperatura.- promedio que oscila entre los 13 °C. y 18 °C. Conforme se avanza hacia el norte de la parroquia, en forma gradual se incrementan los niveles de humedad y precipitaciones con un promedio anual entre los 700 mm. y 2.000 mm.

## Distancias y Acceso
Para acceder a la Cabecera Parroquial, se puede seguir la vía carrozable que une a Apuela con García Moreno, y en un desvío en el punto llamado El Baratillo que va hasta el sector siguiendo un tramo de 6 km. hasta la cabecera parroquial.  Distancia de Cotacachi 80 km. por la vía Apuela – Cuicocha, con un tiempo en bus de 3 horas.
De Otavalo distancia 90 km. por la vía Otavalo-Selva Alegre-Aguagrún, que en autobús toma 31/2 horas.  No existen frecuencias regulares de transporte público de pasajeros hasta la cabecera parroquial.  La única opción es con vehículo particular o uno de los camiones que transportan carga.  El servicio de autubús llega hasta el punto denominado El Baratillo al costado de la vía desde donde hay que caminar 11/2 hora.

## Atractivos Turísticos
- Cascada de Balzapamba
- Caminata al Churo

## Comunidades
- Vacas Galindo (Cabecera Parroquial)
- Azabi de Talacos
- Balsapamba
- Baratillo
- Naranjito
- La Esperanza
- Palambiro
- El Churo
- Palestina
- La Cresta
- Tollo Intag

- Datos: Q20615631